# مقام النبي ذو النون
مقام النبي ذو النون الواقع في قرية كفل حارس في محافظة سلفيت في الضفة الغربية، أحد أهم المواقع الدينية والتاريخية في فلسطين. يُنسب المقام إلى النبي يونس عليه السلام، المعروف باسم "ذو النون" في القرآن الكريم. لا توجد معلومات تاريخية دقيقة حول تاريخ بناء المقام. يتكون المقام من مبنى حجري قديم بُني على هضبة مرتفعة، ويضمّ ضريحًا للنبي يونس، وغرفة للصلاة، وساحة خارجية. يُحيط بالمقام سورٌ حجريٌ قديم.

## تحديات تواجه المقام
يواجه مقام النبي ذو النون العديد من التحديات، أهمها:
- الاحتلال الإسرائيلي: حيث تسيطر سلطات الاحتلال الإسرائيلي على المقام وتمنع الفلسطينيين من الوصول إليه.
- الاعتداءات من قبل المستوطنين: يتعرض المقام بشكل متكرر للاعتداءات من قبل المستوطنين الإسرائيليين.[3]

## الحفاظ على المقام
تبذل العديد من الجهات جهودًا للحفاظ على مقام النبي ذو النون، أهمها:
- نساء القرية تبذل الجهود للصلاة فيه أيام الجمعة، وأيام شهر رمضان.
- الرجال يقوموا بالصلاة عند المصليات الحجرية عند المقام.[4]